# ファイヤーマンズキャリー

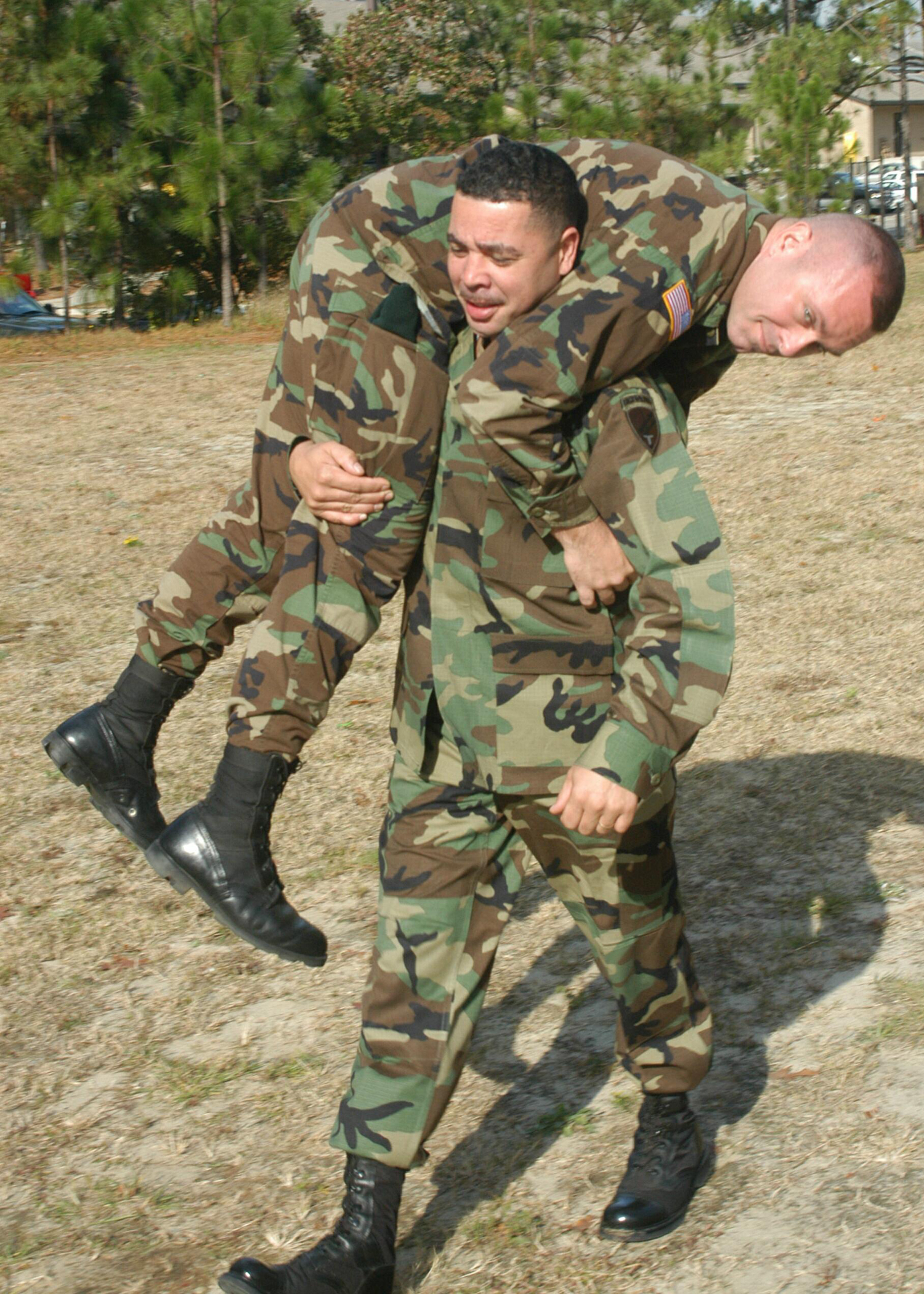
ファイヤーマンズキャリーを実演するアメリカ陸軍の兵士。

ファイヤーマンズキャリー（英語: Fireman's Carry）は、人を担ぎ上げて運ぶための技術あるいは格闘技における技の一種である。自衛隊では「消防士搬送」と呼ばれている。
うつ伏せまたは正対した相手の腋の下から自分の首を差し入れた後、肩の上に相手を担ぎ上げる。火災現場で消防士が怪我人を運び出すために使われることからこの名がついた。
この技術は全身の筋肉の中で最も強い筋肉である大腿四頭筋を使って相手を肩に担ぎ上げるため、比較的軽く持ち上げて速く退避することが出来る。反面、実際の火災現場では高熱や有毒な煙が充満した高い場所に怪我人を晒してしまう運び方であるため、使用の場は限られる。軍隊やライフセービングの現場でも使用される。
レスリングやプロレスでは上記の体勢から相手を投げる技（飛行機投げ）や相手の体を傾けて両肩をつけてホールドする技（ファイヤーマンズキャリー・ホールド）として使用されるほか見栄えの良さから、この体勢から多くの派生技が開発されている。

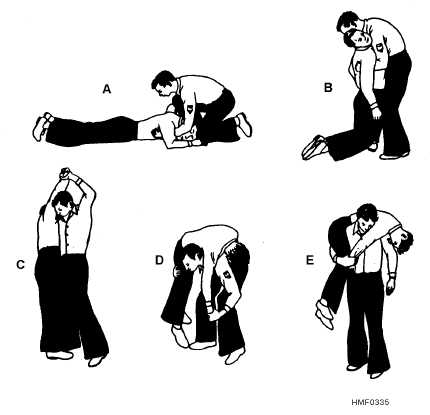
担ぎ上げる手順
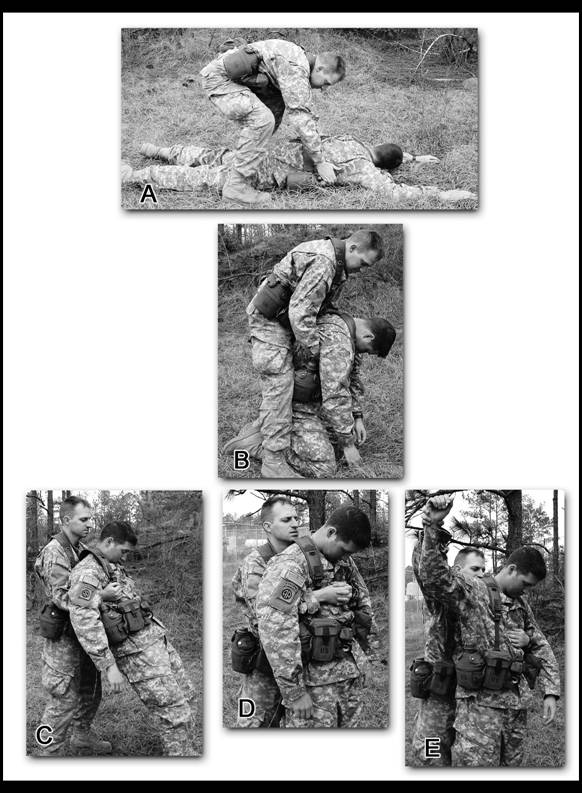
搬送要領AからE
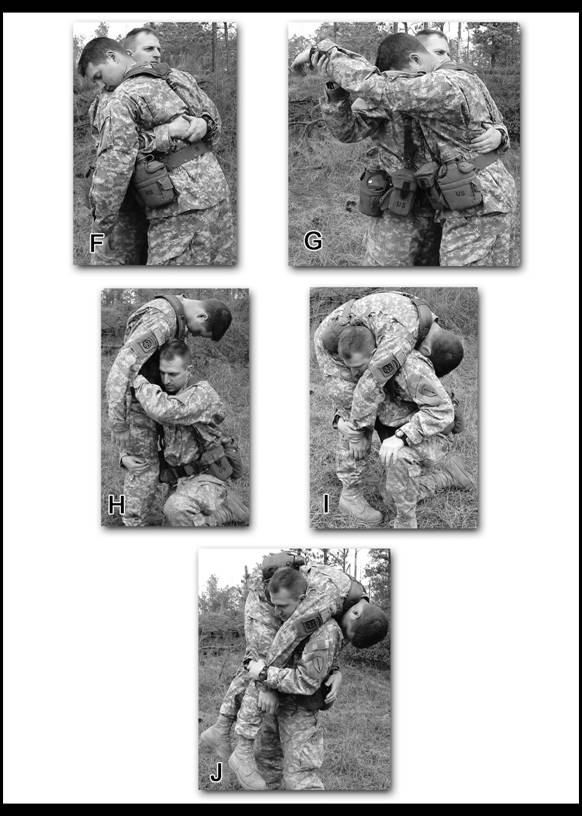
搬送方法FからJ
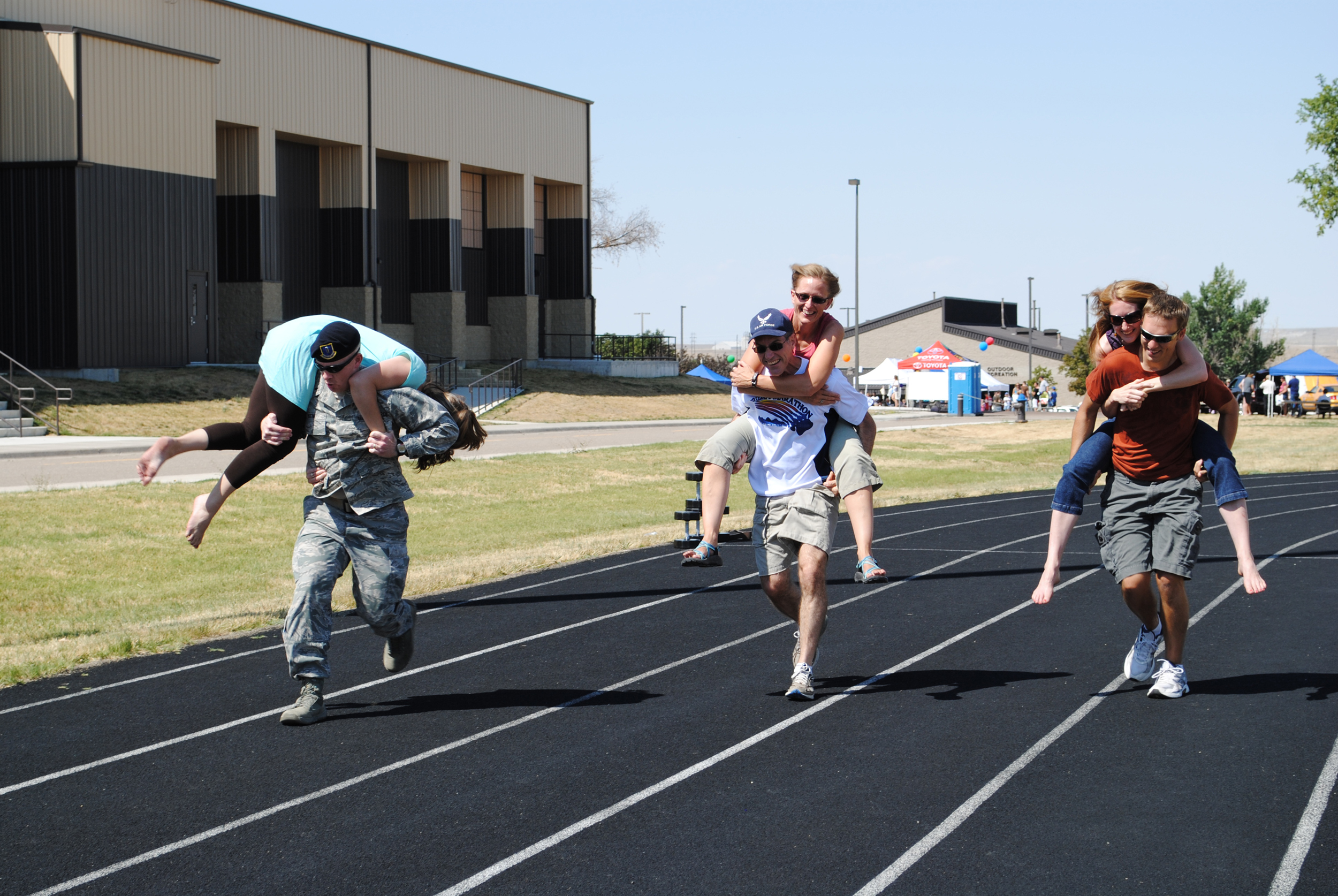
奥様運び

## プロレスにおける派生技

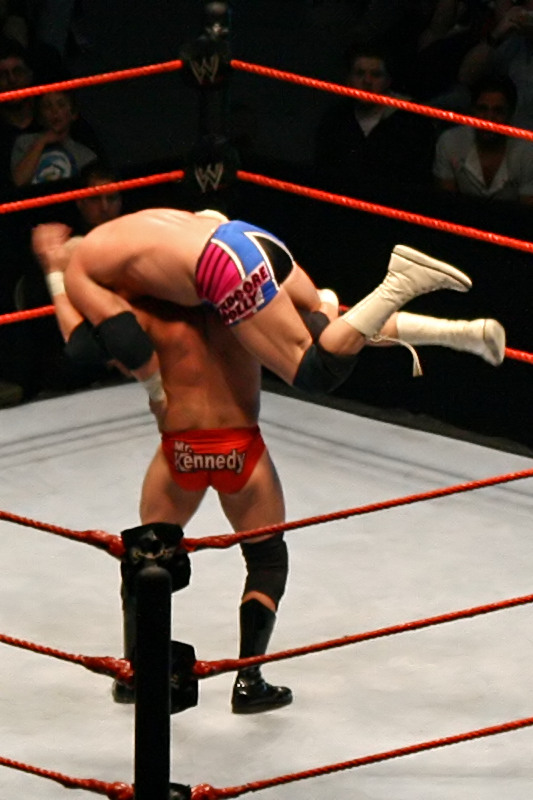
ボブ・ホーリーをファイヤーマンズキャリーに捕らえるケン・アンダーソン。

エアプレーン・スピン
ファイヤーマンズキャリーの体勢で回転しながら相手を振り回し、平衡感覚を失わせて投げ捨てる。かつては、ごく普通に見られた技で、1950年代にはルー・テーズがフィニッシュ・ホールドにもしていた。アニマル浜口、マッハ文朱、ドミニク・デヌーチ、ディノ・ブラボー、マイク・ロトンドなどが得意技としており、全盛時のジャイアント馬場も、つなぎ技として使っていた。近年は太田一平、ジュース・ロビンソンが得意技としている。「飛行機投げ」の和名は、ここから付けられた。
バックフリップ
ファイヤーマンズキャリーの体勢から後ろに倒れ込む。「サモアン・ドロップ」の別名があり、ワイルド・サモアンズをはじめとするサモア系レスラー（ヨコズナ、リキシ、ザ・ロック、ウマガ）の得意技としても知られる。アブドーラ・ザ・ブッチャーはバックドロップに近い体勢で放つ独自のバックフリップを「山嵐」の名称で用いていた。ジョージ・ゴーディエンコやアントニオ猪木が使っていたブロック・バスターは、相手を正面から抱え上げて、そのまま後ろに反り投げる別の技である。
デスバレーボム
ファイヤーマンズキャリーから自分が横方向へ倒れ込み、かつがれている相手は頭部側から前転するようにマットに着地する。三田英津子が師である北斗晶のノーザンライトボムに触発されて開発した。ザ・ゴッドファーザーは「ピンプ・ドロップ」、ジョン・シナは「アティテュード・アジャストメント（AA）」の名称で使用（ボディスラムに近い落とし方になっている）。
リバース・デスバレーボム（クルーアル・インテンションズ、プロフェシー、ウィドウ・メーカー）
デスバレーボムとは逆に相手の足側から回転させてパワースラムのように自分の体を浴びせながら落とす。ショーン・オヘアの得意技。
カナディアン・ロッキー・バスター
ファイヤーマンズキャリーの体勢で相手を担ぎ上げて助走をつけ前方に回転して相手をマットに叩きつける。オリジナルはイギリス人レスラーの初代ケンドー・ナガサキことピーター・ソーンリーが考案した「カミカゼ・クラッシュ」。日本ではカナダ出身のダニー・クロファットの得意技として「カナディアン・ロッキー・バスター」と呼ばれたが、もともとクロファットも本国のカナダでは「カミカゼ」の名称で使用しており、カナダ遠征時にクロファットのカミカゼを見たリッキー・フジも帰国後に同じ技名で用いるようになった。ケン・アンダーソンは「グリーンベイ・プランジ」の名称で使用。
ウェイストランド
ウェイド・バレットの初期の必殺技。ファイヤーマンズキャリーの体勢から相手の片手片足を掴みながら勢いよく前方に叩きつける。上記カナディアン・ロッキー・バスターの投げ捨て式。
ハワイアン・スマッシャー
ファイヤーマンズキャリーの体勢からダイヤモンド・カッターに移行する技。太陽ケアの得意技。オリジナルはマーク・メロの「TKO」（太陽ケアも同名の技を使用するが別の技となる。後述のハリケーン・ドライバーを参照）。泉田純至は「不入ドム」の名称で使用。
ハリケーン・ドライバー
南条隼人が開発したファイヤーマンズキャリーから相手を横方向に旋回させてみちのくドライバーIIの形で落とす。太陽ケアは「TKO（太陽ケア・オリジナル）」、中邑真輔は「ランドスライド」、ミラクルマンは「ミラクル・ツイスター」の名称で使用。
F5
ファイヤーマンズキャリーから相手を横方向に旋回させてフェイス・バスター（顔面から相手をマットへ落とす）の形で落とす技。ブロック・レスナーの得意技。WWE退団後は商標の関係で「バーディクト」の名称で使用。
ライトニング・スパイラル
ファイヤーマンズキャリーの形で相手を担ぎ上げずに自らの身体を捻らせ、相手ごと横回転して後頭部からマットに叩きつける。相手は脚をすくわれるような形で後頭部からマットに叩きつけられる独創的なオリジナル技。吉野正人のオリジナル技。
GTS
ファイヤーマンズキャリーの体勢から相手を上に放り投げて落ちて来るところを顎に膝蹴りを食らわせるKENTAのオリジナル技。CMパンクもフィニッシュとして使用している。
一騎当千
KAGETORA（ジミー・カゲトラ）の得意技。ファイヤーマンズキャリーの体勢から三沢光晴のオリジナル技「エメラルド・フロウジョン」の形でマットに叩きつける。三沢も変形エメラルド・フロウジョンの一種（旋回式）が、この形になる。
牛殺し
相手をファイヤーマンズキャリーの体勢から相手の首を軸にして肩の上で仰向けに回転させると同時に片膝立ちの状態になって落下する相手の後頭部に膝を食らわせる。後藤洋央紀の得意技。技名は後藤が猛牛のニックネームを持つ天山広吉を、この技で病院送りにして約1年9ヶ月にわたる長期欠場に追い込んだことが由来。
WWE移籍後のAJスタイルズが同名で使用している。
ベナドリラー
ファイヤーマンズキャリーの体勢から相手をおろした瞬間に右ハイキックを放つ。リコシェの得意技。
ベナドリラー2point
リコシェのオリジナル技。
ベナドリラーの改良版。
ファイヤーマンズキャリーの体勢で相手を頭上に高く持ち上げ、落下してくる相手にオーバーヘッドキックを叩き込む。
デトネーション・キック
ファイヤーマンズキャリーの体勢から相手を上に放り投げて落ちて来た頭部にオーバーヘッドキックを放つ。
TJパーキンスの得意技。ダコタ・カイは、GTK（Go To Kik）の技名で使用。
GTW（牛殺し式GTR）
後藤洋央紀のオリジナル技。ファイヤーマンズ・キャリーの体勢で相手を両肩に担ぎ、下半身を押し上げて頭から投げ落とすと同時に自ら反転しながら右肘を相手の喉元に叩き込む牛殺しとGTRの複合技。
ファイヤーマンズキャリー・ドロップ
相手をファイヤーマンズキャリーで抱え上げて持ち上げ相手を後ろに落とす技。
TTYL
ダコタ・カイのオリジナル技。相手をファイヤーマンズキャリーの体勢から相手を頭上に高く持ち上げて相手を前に落下させて相手の胸又は顎に目掛けてミドルキックを放つ技。
ダイヤモンドボム
中嶋勝彦のオリジナル技。ファイヤーマンズキャリーの体勢から相手を上方へ跳ね上げてから持ち替えて垂直落下式ブレーンバスターを決める荒技。
ビッグ・バン・カタストロフィ
キース・リーが、インディー時代は（グラウンド・ゼロ）の技名で使用していたがWWE移籍に伴い（ビッグ・バン・カタストロフィ）に改名。ファイヤーマンズキャリーで相手を担ぎ上げ、下半身を押し上げると同時にパワースラムの体勢に移行し、体重を浴びせてマットに叩きつける変形ジャック・ハマー。
オーバースロー
清宮海斗のオリジナル技。ファイヤーマンズ・キャリーで相手を両肩に担ぎ上げ、上半身を右手で押し上げることで相手を180度後方回転させながら右サイドに落として、背中からマットに叩きつける変型サイド・スラム。
ルード・ボム
ボビー・ルードが使用。ファイヤーマンズキャリーの体勢から相手を担ぎ上げて、担いだ相手の足を跳ね上げてサイドにネックブリーカーの形で叩き付ける技。オカダ・カズチカはヘビーレインの名称で使用。
ボムバレーデス
シェイン・ソーンのオリジナル技。ファイヤーマンズキャリーの体勢からロック・ボトムの体勢で叩きつける。デスバレーボムと技を掛ける方向が逆向きなので名称も順序を逆にしている。